# George Gordon, 1:e earl av Aberdeen
George Gordon, 1:e earl av Aberdeen, född den 6 oktober 1637, död den 20 april 1720, var en skotsk adelsman.
Gordon, som var son till den 1644 avrättade rojalisten sir John Gordon, blev 1681 president i Skottlands högsta domstol och 1682 kansler samt earl av Aberdeen. Hans stränga kyrkopolitik mot nonkonformisterna tillfredsställde dock inte hovet, varför han avskedades 1684. Efter Stuartarnas fall lämnade Aberdeen det politiska livet.